# Josef Vyskočil

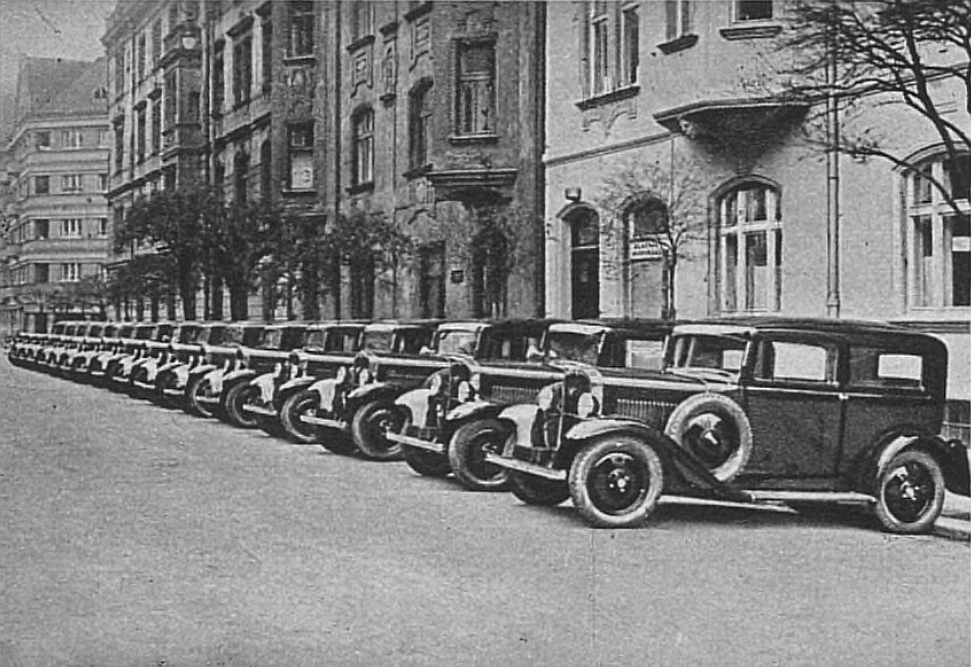
Automobily Praga Piccolo připravené k expedici (1932)

Josef Vyskočil (anglicky Joseph Vyskocil, 19. března 1895 Praha – březen 1970 Texas, USA) byl český malíř, grafik a motorista V prvorepublikovém Československu vytvořil řadu reklamních plakátů pro domácí automobilky, zejména pro továrnu Praga. Rovněž působil jako testovací jezdec Pragy a s vozem Praga Piccolo uskutečnil několik mezikontinentáních dálkových jízd. Později dlouhodobě žil v Indii a ve Spojených státech amerických.

## Život

### Mládí
Narodil se v Praze, vystudoval stavební fakultu pražského ČVUT, kde absolvoval roku 1919. V letech 1921 až 1922 žil v Anglii, v následujících letech pak studoval umění ve Francii, Itálii, Španělsku a Egyptě. Mezi lety 1927 a 1929 navštívil také Spojené státy.

### Motorismus
V polovině 20. let se stal testovacím jezdcem pražské automobilky Praga. Na strojích této značky se účastnil tuzemských motoristických závodů, mj. závodu Praha–Jíloviště. Pro tuto automobilku také vytvořil řadu kreslených reklamních grafik a plakátů. Rovněž byl přispěvatelem motoristického magazínu Motor. S vozem Praga Piccolo, prodávaným jak levný lidový automobil, potom podnikl několik dálkových cest: roku 1926 urazil na 10 000 km při cestě přes Francouzské Maroko, Alžírsko a Tunisko a Egypt. Roku 1930 se pak vydal ve voze téhož typu na cestu z ČSR přes východní Evropu a střední Asii až do Indie, kam dorazil v lednu 1931.

### Mimo ČSR
V Indii se následně usadil a působil zde jako grafik či posléze renomovaný portrétní malíř. Během druhé světové války působil jako dobrovolník britsko-indických státních orgánů, mj. ve zpravodajských službách. Roku 1950 prostřednictvím americké ambasády v Novém Dillí zažádal o vízum pro vycestování do Spojených států, po jejichž získání Indii téhož roku opustil a odcestoval do USA, kde následně získal americké státní občanství.